# Camilla Huseby
Camilla Huseby, född 12 april 1999, är en norsk fotbollsspelare som spelar för Vålerenga. Hennes tvillingsyster, Linn Huseby, har spelat för ett antal klubbar i norska högstadivisionen, Toppserien.

## Klubbkarriär
Huseby spelade som ung för Ås, innan hon 2014 gick till Kolbotn. Huseby debuterade i Toppserien den 8 augusti 2015 i en 10–0-vinst över Medkila. Hon spelade tre ligamatcher under säsongen 2015. Följande säsong spelade Huseby tre ligamatcher och en cupmatch samt gjorde ett mål.
Inför säsongen 2017 gick Huseby till Lyn. Hon spelade 25 matcher under säsongen och gjorde ett mål, varav 22 ligamatcher samt tre cupmatcher. Huseby hjälpte klubben att bli uppflyttade till Toppserien och blev vid slutet av säsongen utsedd till årets spelare i 1. divisjon. Säsongen 2018 spelade hon 22 ligamatcher, en cupmatch samt två kvalmatcher om fortsatt spel i Toppserien. Följande säsong spelade Huseby också 22 ligamatcher, en cupmatch samt två kvalmatcher om fortsatt spel i högstadivisionen.
Den 28 januari 2020 värvades Huseby av Djurgårdens IF. Hon tävlingsdebuterade den 22 februari 2020 i en 4–2-vinst över AIK i Svenska cupen. Huseby gjorde sin debut i Damallsvenskan den 27 juni 2020 i en 2–3-förlust mot IK Uppsala. Den 25 juli 2020 gjorde hon sitt första mål i en 3–3-match mot Kristianstads DFF. Totalt spelade Huseby 21 ligamatcher under säsongen 2020.
Den 1 december 2020 blev det klart att Huseby återvänder till Norge för spel i Vålerenga.

## Landslagskarriär
Huseby debuterade för Norges U15-landslag den 16 september 2014 i en 2–2-match mot Sverige. Totalt spelade hon fyra landskamper och gjorde ett mål för U15-landslaget under 2014. Den 4 maj 2015 debuterade Huseby för U16-landslaget i en 1–0-vinst över Portugal. Totalt spelade hon 12 landskamper och gjorde ett mål för U16-landslaget under 2015.
Huseby debuterade för Norges U17-landslag den 10 januari 2016 i en 6–2-vinst över Tjeckien. Hon var en del av Norges trupp vid U17-EM 2016 i Vitryssland, där Norge slutade på 4:e plats efter en förlust mot England i bronsmatchen. Totalt spelade Huseby 12 landskamper och gjorde ett mål för U17-landslaget under 2016.
Mellan 2016 och 2018 spelade Huseby 22 landskamper för U19-landslaget. Hon var en del av Norges trupp vid U19-EM 2018, där de tog sig till semifinal. Den 7 april 2019 debuterade Huseby för U23-landslaget i en 3–2-vinst över England. Hon har totalt spelat sju landskamper för U23-landslaget (november 2020).